# Kragenweih
Der Kragenweih (Leptodon forbesi) ist eine Greifvogelart aus der Familie der Habichtartigen (Accipitridae). Er ist im nordöstlichen Brasilien endemisch. Das Artepitheton bezieht sich auf den britischen Zoologen William Alexander Forbes, der das Typusexemplar gesammelt hatte.

## Merkmale
Maßangaben sind von zwei Exemplaren dokumentiert. Ein Männchen hat eine Körperlänge von 50 cm und ein Gewicht von 580 g. Ein Weibchen misst 49 cm und wiegt 550 g. Die Oberseite ist schwärzlich, die Unterseite weiß. Der Kopf ist grau. Manchmal ist jedoch nur der Scheitel grau und der Kopf weiß. Am Hinternacken wird die Färbung weißer. Der Schwanz ist schwarz mit einer breiten aschweißen Mittelbinde oder mit zwei schmaleren weißen Binden, die durch eine schwarze Binde getrennt sind. Die Schwanzspitze ist aschweiß. Der Mantel ist gefleckt, die Schulterfedern, Armschwingen- und inneren Handschwingenfedern haben breite, weiße Spitzen. Die Unterflügeldecken sind weitgehend weiß. Der Schnabel ist schwarz. Die Wachshaut und der Augenring variieren in ihrer Färbung von aschgrau bis hell perlgrau. Die Augen sind dunkel. Die Beine sind gelblich bis grau. Die unterschiedliche Schwanzmusterung (ein oder zwei dunkle Binden auf dem Unterschwanz) könnte auf einen Geschlechtsdimorphismus hindeuten, wobei die Weibchen anscheinend nur eine Binde haben, was jedoch nicht bestätigt ist.
Das Gefieder der Jungvögel ist nicht ausreichend beschrieben, aber Vögel, die als nicht ausgewachsen gelten, haben einen braunen Scheitel und braune Kopfseiten, drei dunkle Binden auf dem Unterschwanz (im Gegensatz zu einer oder zwei), einige braune Schwungfedern und eine auffällige braune Binde am Hinterrand der Flügel, eine gelbe Wachshaut und gelbe Beine. Bei einem Jungtier, das in menschlicher Obhut lebt, sind jedoch Kopf, Hals und Unterseite weiß, mit einigen dunklen Flecken auf dem Hinterkopf und hinter den Augen. Die Oberseite ist dunkelbraun mit ausgedehnten rötlichen Spitzen auf den Oberflügeldecken. Die Augen sind bernsteinfarben. Die Fußsohlen sind teilweise befiedert, die Zehen sind gelb.
Vom Cayenneweih (Leptodon cayanensis) unterscheidet sich der Kragenweih durch einen weißlichen (nicht grauen) Kragen, eine andere Schwanzzeichnung (drei hellgraue Binden bei L. cayanensis), gefleckte Federn auf den Oberseiten, weiße Unterflügeldecken (ganz oder fast ganz dunkel bei L. cayanensis), einen weißen Flügelvorderrand (obwohl einige Exemplare von L. cayanensis auch diesen aufweisen können) und eine reduzierte (aber variable) schwärzliche Bänderung auf der Unterseite der Armschwingen.

## Verbreitungsgebiet

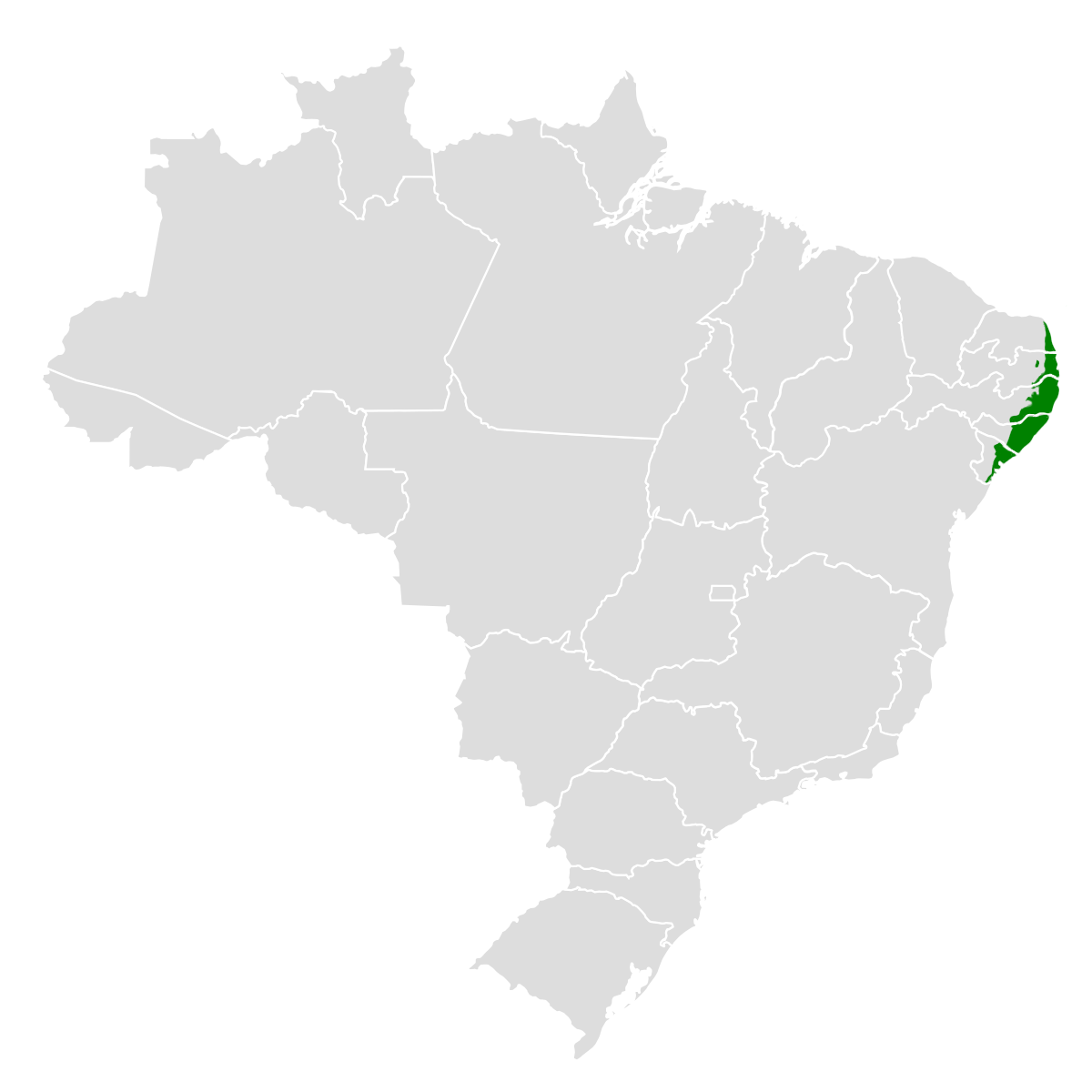
Verbreitungsgebiet des Kragenweihs

Das Verbreitungsgebiet ist auf das nordöstliche Brasilien beschränkt und umfasst den Osten der Bundesstaaten Paraíba, Pernambuco und Alagoas sowie den Süden des Bundesstaates Sergipe.

## Lebensraum
Der Kragenweih bewohnt den Küstenbereich der Mata Atlântica. Er wurde auch über Mangroven (Rhizophora spp.) beobachtet.

## Nahrungsverhalten
Es liegt nur eine Beobachtung vor, bei der ein Exemplar von seiner Sitzwarte herabstürzte, ein nicht identifiziertes Beutestück (wahrscheinlich ein Insekt) aufnahm und zum selben Ast zurückkehrte.

## Stimme
Es sind keine offensichtlichen Unterschiede zu den Rufen des Cayenneweihs bekannt. Eine Reihe von kurzen Rufen, darunter ein kua-kua-kua-kua, wird viermal pro Sekunde in Serien von 10 bis 20 Wiederholungen im Flug wiedergegeben und ruft möglicherweise Reaktionen von Individuen in nahe gelegenen Territorien hervor. Zudem ist ein katzenartiges eeeAAW während des Balzfluges zu hören.

## Fortpflanzungsverhalten
Über die Paarung liegen nur wenige Informationen vor, aber Balzflüge mit schnellen, verkürzten Flügelschlägen mit teilweise gefalteten Flügeln, die weit über der Horizontalen gehalten werden, wurden in der Regel bei Paaren (aber auch bei einzelnen Vögeln oder Trios) in Alagoas und Pernambuco im Oktober, November und Januar beobachtet. Ein Nest wurde in Paraíba im April gefunden. Der Kragenweih zeigt sich in der Regel am Morgen, meist in Höhen von bis zu 100 m über dem Boden, für einige Minuten bis zu einer Stunde.

## Status
Der Kragenweih hat ein sehr begrenztes Verbreitungsgebiet in einem kleinen zersplitterten Gebiet im Nordosten Brasiliens. Die bekannte Population ist äußerst gering, aber neuere Untersuchungen zeigten, dass die Art in meisten verbleibenden Gebieten des Habitats verkommt. Der Kragenweih war lange nur vom Typusexemplar bekannt, das 1882 im Osten Pernambucos gesammelt wurde. Er galt anschließend als verschollen oder gar als ausgestorben, bis er 1986 im Osten des Bundesstaates Alagoas wiederentdeckt wurde.
Nach 2010 erfolgte Nachweise erweiterten das Verbreitungsgebiet der Art auf den Osten von Paraíba und den Süden von Sergipe. Die Abgrenzung des Verbreitungsgebiets und die Bestimmung des Erhaltungszustands wurden durch Schwierigkeiten bei der Identifizierung erschwert, die nun durch die Klärung der wichtigsten Feldmerkmale weitgehend behoben sind. Berichte über den Cayenneweih aus derselben Region werden inzwischen als zweifelhaft oder falsch angesehen. Bei einer Teilerhebung im Jahr 2007 wurden 21 Paare an zwölf Standorten geschätzt, was auf eine Mindestzahl von etwa 50 Brutpaaren schließen lässt. Heute sind ca. 30 Standorte bekannt, von denen einige private Schutzgebiete sind. BirdLife International schätzt den Bestand auf 250 bis 1000 geschlechtsreife Individuen. Als größte Bedrohung gilt der Lebensraumverlust, der rasch voranschreitet. Die Wälder sind stark fragmentiert; dennoch zeigen die Kragenweihe und Cayenne-Weihe eine gewisse Widerstandsfähigkeit und überleben oft in kleinen und degradierten Waldfragmenten. Innerhalb des Verbreitungsgebiets des Kragenweihs beträgt die Waldbedeckung nur noch weniger als 1 % der früheren Ausdehnung. Der Bestand ist stark rückläufig und die Tatsache, dass die größten zusammenhängenden Waldfragmente 45 km² in Pernambuco und 30 km² in Alagoas groß sind, deutet darauf hin, dass der Status dieser Art kritisch ist.
Die IUCN klassifizierte den Kragenweih ursprünglich in der Kategorie „vom Aussterben bedroht“ (critically endangered). 2017 wurde der Status jedoch in „stark gefährdet“ (endangered) geändert. Der größte Teil seines ursprünglichen Küstenlebensraums wurde gerodet, vor allem für die Landwirtschaft, und in einigen der verbleibenden Fragmente wird weiterhin in kleinem Umfang Holz geschlagen. Die brasilianischen Behörden stufen die Art als „stark gefährdet“ ein. Zudem ist der Kragenweih in Anhang II des Washingtoner Artenschutzübereinkommens (CITES) gelistet. Der Kragenweih kommt im ökologischen Reservat Murici (6116 ha) und im Naturschutzgebiet Frei Caneca (630 ha) vor, die sich beide in Privatbesitz befinden.